# Bernardo del Solar y Lecaros
Bernardo del Solar y Lecaros (Concepción, 1747 - La Serena, ?) fue un industrial minero y alcalde de La Serena. 
Bernardo Solar Lecaros laboró en Tamaya y Guamalata, fue el industrial minero colonial que alcanzó mayor relevancia en las primeras décadas del siglo XIX. Solar es considerado como uno de los "cobreros más socorridos del período colonial". Su ingenio, uno de los más importantes de la zona de Coquimbo, llegó a producir hasta 500 quintales de cobre por temporada. Hacia 1810 Solar pasó a ser uno de los principales propietarios del mineral de Tamaya. Más tarde incrementó más aún allí sus pertenencias, a través de sucesivos "denuncias" y peticiones de merced, el más importante fue el "pedimento" de la mina San José, en 1815, concesión que le fue hecha en forma definitiva en 1821; la ley de sus minerales era de 10 a 12 quintales por cajón. En 1822, se le otorgó otra merced, esta vez, sobre la mina Caletón, poco explotada Con posterioridad de la venta -en 1827- de tales minas a sus hijos, pasó a ser propietario principal José Fermín Solar Marín. En la misma data, Carlos Lambert compró a Bernardo Solar todos sus escoriales, al valor de una onza diaria. El destino de esas escorias sulfuradas sería los hornos de reverbero que aquel había construido en las cercanías de La Serena (Fundición Lambert). Tamaya produjo, hasta 1841, cobre por un monto de $10 000 000. Entre los principales estaba Antonio Herreros, minero de Tamaya con fundo en Tongoy.
Fue alcalde de La Serena en 1798. Se casó en Andacollo el 13 de mayo de 1785 con Josefa Marín Esquivel, hermana de Gaspar Marín.
Bernardo del Solar repartió sus minas (Pizarro, Chaleco, Canal, Portezuelo, y El Morado) ubicadas en la veta principal, entre sus hijos Bernardo, José María, Fermín y Gaspar.